# Le Petit Vingtième
Le Petit Vingtième est un supplément hebdomadaire au journal belge Le Vingtième Siècle destiné à la jeunesse ; 599 numéros sont parus chaque jeudi entre le 1er novembre 1928 et le 9 mai 1940, juste avant l'invasion de la Belgique par l'Allemagne nazie.
Le rédacteur en chef du Petit Vingtième était Georges Remi, plus connu sous le pseudonyme Hergé. Il a créé la plupart de ses héros pour alimenter ce supplément. Le plus célèbre, Tintin, est un reporter fictif du Petit Vingtième. Les aventures de ce héros continuent bien longtemps après la disparition du journal, dans Le Soir-Jeunesse, supplément éponyme, puis le Journal de Tintin.

## Publications
Parmi les œuvres publiées dans Le Petit Vingtième, on retrouve :
- Flup, Nénesse, Poussette et Cochonnet de Smettini et Hergé, du 1er novembre 1928 au 3 janvier 1929

- Les Aventures de Tintin de Hergé
  - Les Aventures de Tintin, reporter du Petit Vingtième, au pays des Soviets, du 10 janvier 1929 au 1er mai 1930
  - Les Aventures de Tintin, reporter du Petit Vingtième, au Congo, du 5 juin 1930 au 11 juin 1931
  - Les Aventures de Tintin, reporter du Petit Vingtième, en Amérique, du 3 septembre 1931 au 20 octobre 1932
  - Les Aventures de Tintin, reporter, en Orient (Les Cigares du pharaon), du 8 décembre 1932 au 8 février 1934
  - Les Aventures de Tintin, en Extrême-Orient (Le Lotus bleu), du 9 août 1934 au 17 octobre 1935
  - Les Nouvelles Aventures de Tintin et Milou (L'Oreille cassée), 5 décembre 1935 au 25 février 1937
  - Les Nouvelles Aventures de Tintin et Milou (L'Île noire), du 15 avril 1937 au 16 juin 1938
  - Les Nouvelles Aventures de Tintin : En Syldavie ou Tintin en Syldavie (Le Sceptre d'Ottokar), du 4 août 1938 au 10 août 1939
  - Les Nouvelles Aventures de Tintin et Milou (L'Or noir), du 28 septembre 1939 au 9 mai 1940

- Quick et Flupke de Hergé
  - Environ 300 exploits du 23 janvier 1930 au 9 mai 1940

- Popol et Virginie de Hergé
  - Les Aventures de Popol et Virginie au Far-West (renommé en 1948 Popol et Virginie au pays des Lapinos), du 8 février 1934 au 16 août 1934

- Jo, Zette et Jocko de Hergé
  - Le Rayon du mystère, du 22 octobre 1936 au 10 mars 1938
  - Le Stratonef H.22, du 31 mars 1938 au 9 novembre 1939

Entre 1929 et 1940, 540 couvertures sont réalisées (dont beaucoup par Hergé).
La diffusion du Petit Vingtième cesse le 9 mai 1940 en raison de l'invasion allemande de la Belgique.